# پایگاه آب‌نشین لیک واهینک
پایگاه آب‌نشین لیک واهینک  (به انگلیسی: Lake Woahink Seaplane Base) یک فرودگاه همگانی است که یک باند فرود آب دارد و طول باند آن ۲۷۴۳ متر است. این فرودگاه در شهر فلورانس، اورگن کشور ایالات متحده آمریکا قرار دارد و در ارتفاع ۱۲ متری از سطح دریا واقع شده‌است.